# Donje Godance
Godanc i Poshtëm en albanais et Donje Godance en serbe latin (en serbe cyrillique : Доње Годанце) est une localité du Kosovo située dans la commune/municipalité de Shtime/Štimlje, district de Ferizaj/Uroševac (Kosovo) ou district de Kosovo (Serbie). Selon le recensement kosovar de 2011, elle compte 1 330 habitants.

## Démographie

### Évolution historique de la population dans la localité
| 1948 | 1953 | 1961 | 1971 | 1981  | 1991  | 2011  |
| ---- | ---- | ---- | ---- | ----- | ----- | ----- |
| 597  | 636  | 728  | 775  | 1 040 | 1 216 | 1 330 |

|  |

### Répartition de la population par nationalités (2011)
En 2011, les Albanais représentaient 99,77 % de la population.